# Хроника Холодной войны (1956 год)
Хронология Холодной войны
- 1943
- 1944
- 1945
- 1946
- 1947
- 1948
- 1949
- 1950
- 1951
- 1952
- 1953
- 1954
- 1955
- 1956
- 1957
- 1958
- 1959
- 1960
- 1961
- 1962
- 1963
- 1964
- 1965
- 1966
- 1967
- 1968
- 1969
- 1970
- 1971
- 1972
- 1973
- 1974
- 1975
- 1976
- 1977
- 1978
- 1979
- 1980
- 1981
- 1982
- 1983
- 1984
- 1985
- 1986
- 1987
- 1988
- 1989
- 1990
- 1991

- 25 февраля: Никита Хрущёв выступает с докладом «О культе личности и его последствиях» на закрытом заседании ХХ съезда партии КПСС. Речь знаменует собой начало десталинизации.
- 20 марта: Тунис становится независимым от Франции.
- 28 июня: В Познани, Польша, антикоммунистические протесты подавлены правительственными войсками.
- Июль: Соединённые Штаты и Великобритания отменяют предложения о помощи в строительстве Асуанской плотины в Египте из-за закупок Египтом оружия у Восточного блока. Лидер Египта Гамаль Абдель Насер в ответ национализирует Суэцкий канал, начинается Суэцкий кризис.
- 23 октября: Венгерская революция 1956 года: венгры восстают против советского владычества. Они подавлены советскими войсками, которые восстанавливают коммунистическое правительство.
- 29 октября: Суэцкий кризис: Франция, Израиль и Великобритания нападают на Египет с целью отстранения Гамаля Абдель Насера от власти. Международное дипломатическое давление вынуждает нападавших отступить. Министр иностранных дел Канады Лестер Пирсон призывает Организацию Объединённых Наций направить на спорную территорию первые в своём роде миротворческие силы. Лестер Пирсон получает Нобелевскую премию мира за свои действия и вскоре становится премьер-министром Канады.
- 6 ноября: Дуайт Эйзенхауэр побеждает на переизбрании, во второй раз победив Адлая Стивенсона на президентских выборах 1956 года в США.
- Декабрь: В Южном Вьетнаме начинается повстанческое движение Вьетконга, снабжающееся Северным Вьетнамом.